# Католицизм в Грузии

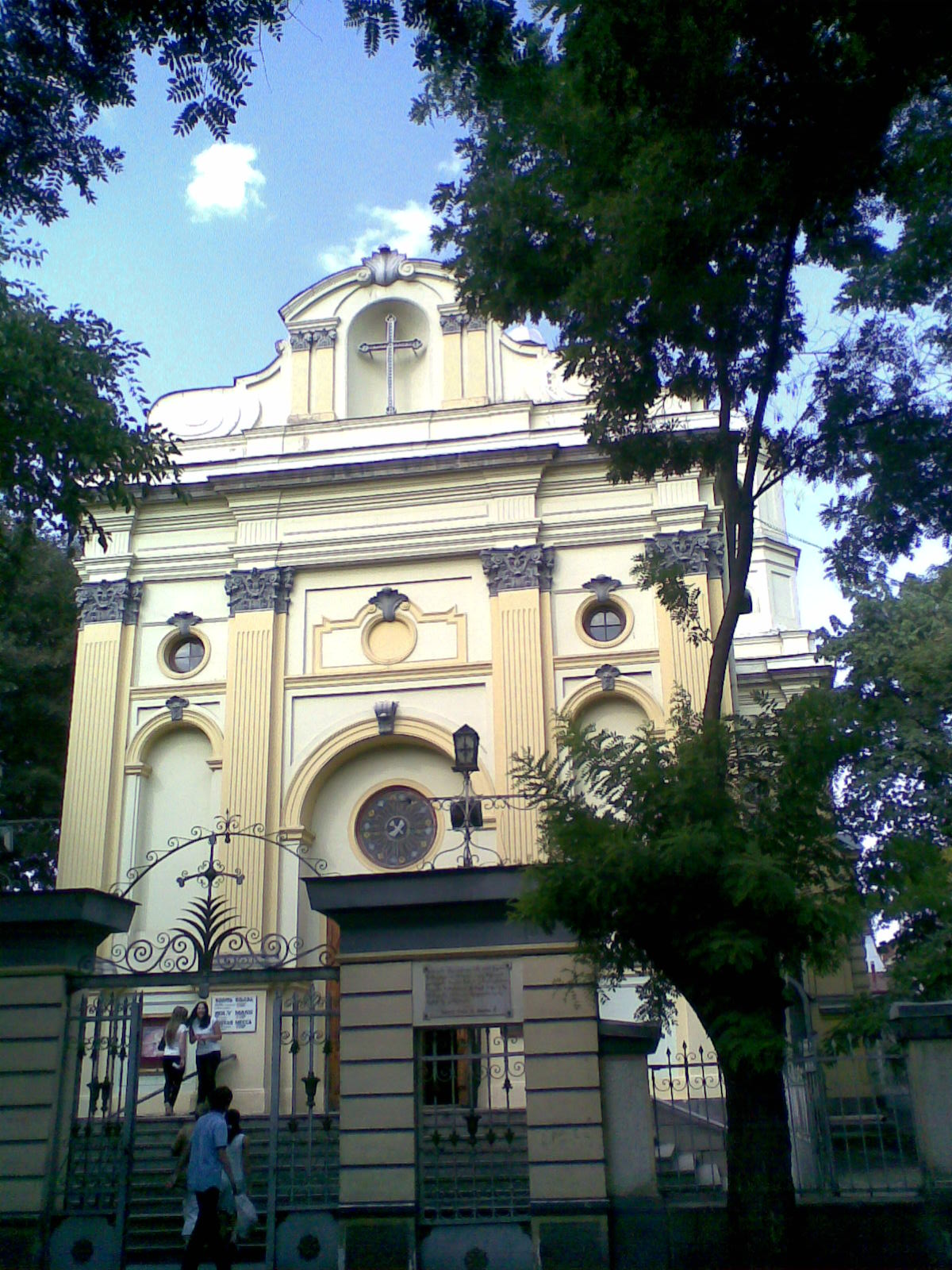
Церковь святых Петра и Павла, Тбилиси, Грузия

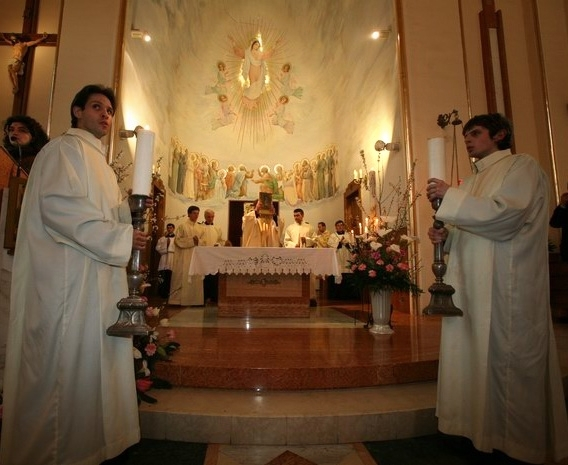
Внутри католического кафедрального собора Тбилиси.

Католицизм в Грузии или Католическая церковь в Грузии является частью всемирной Католической церкви. Численность католиков в Грузии составляет около 100 тысяч человек (2 % от общей численности населения). Католицизм в Грузии представлен верующими Римско-Католической и Армянской Католической церквей. Грузинские католики в основном проживают в больших городах и в южной части страны.

## История
Христианство укрепилось на территории сегодняшней Грузии после обращения иберийского царя святого Мириана III и его жены Наны. В 337 году Мириан III провозгласил христианство государственной религией. Расцвет грузинской государственности и христианства в Грузии также связано с именем святой царицы Тамары.
Первые связи грузинской церкви с Римом начинаются с VII века, когда католикос Кирион I обратился к папе римскому Григорию I по вопросу ереси несторианства.
После разделения Вселенской церкви в XI веке связи грузинской церкви с Римом сразу не прекратились. В XIII веке папа римский Гонорий III пригласил грузинского царя участвовать в Крестовом походе. В 1240 году папа римский Григорий IX послал в Грузию миссионеров из монашеского ордена францисканцев и доминиканцев. 1 апреля 1318 года папа римский Иоанн XXII издал буллу «Redemptor noster», которой учредил епархию в Тбилиси в составе митрополии Сольтание. В 1330 году епископом этой епархии был назначен доминиканец Иоанн из Флоренции.
8 ноября 1632 года верующие католического вероисповедания, проживавшие в Грузии, были подчинены епископу Исфахана.
В XVII веке некоторые католики приняли активное участие в борьбе с Персией и в культурном возрождении страны. Инициатором борьбы с персами стал князь Бидзина Чолакашвили, который был католиком. В 1629 году в Риме католический священник Никифор Ирбах (Николай Ирабакидзе-Чолакашвили) издал первый печатный текст на грузинском языке, которым был текст Лоретанской литании. Им же был издан первый печатный Грузинско-итальянский словарь. Значительную роль в связях грузинской церкви с Римом сыграл грузинский общественный деятель, священник и баснописец Сулхан-Саба.
В XVIII веке началось постепенное отчуждение между грузинской церковью и Ватиканом. В 1740-х годах католические епископы Исфахана пытались воссоздать епархию в Тбилиси, но их попытки не увенчались успехами. В 1755 году грузинский царь Теймураз II начал гонения на католиков. Из Грузии были изгнаны многие католические миссионеры.
После вхождения Грузии в состав Российской империи состояние Католической церкви несколько укрепилось. В Грузии стали строиться католические храмы в Тбилиси, Кутаиси, Батуми. С 1850 года грузинские римо-католики находились в юрисдикции католической Тираспольской епархии (в настоящее время — Епархия Святого Климента в Саратове). Согласно каталогу Тираспольской епархии «Directorium Officii Divini et Missae sacrificii, ad usum utriusque clerri Dioecesis tiraspolensis in Annum Domini MDCCCLXV editum» от 1864 года тифлисский приход насчитывал 5932 прихожан. С середины XIX века стали возникать общины грузинских католиков, придерживавшихся византийского обряда, однако их деятельность не была поддержана Святым Престолом. Самым известным был приход грузинских греко-католиков в Стамбуле, который был организован в 1861 году и просуществовал до 1974 года. Подобные греко-католические грузинские приходы были также в Константинополе и во Франции.
В 1921 году, когда власть в Грузии захватили большевики, католики стали подвергаться гонениям. В стране действующей осталась только церковь святых Петра и Павла в Тбилиси. Почти все католические священнослужители были арестованы и репрессированы. Многие из них отбывали заключение на Соловках. Среди Соловецких заключённых наиболее известен апостольский администратор для католиков в Грузии священник Шио Батманишвили. До 1990-х годов деятельность Католической церкви в Грузии почти полностью прекратилась.
С приходом советской власти деятельность Католической церкви сосредоточилась в католических грузинских приходах вне территории советской Грузии.

## Современное состояние
После воссоздания грузинской государственной независимости в 1991 году Католическая церковь получила свободу в своей деятельности. 24 мая 1992 года папа римский Иоанн Павел II выпустил бреве «Quo plenius confirmentur», которым учредил Апостольскую администратуру для Грузии, которая 30 декабря 1993 года была преобразована в апостольскую администратуру Кавказа, объединяющую Азербайджан, Армению и Грузию. В 1993 году функции апостольского администратора исполнял нунций Жан-Поль Гобель. С 1997 года обязанности апостольского администратора исполнял священник Джузеппе Пазотто. В это время власти передали Католической церкви ранее закрытые храмы. В начале 90-х годов в Грузию прибыли монахини из ордена Сёстры — миссионерки любви. С 1991 года в Тбилиси действует община «Неокатехуменальный путь».
8 ноября 1999 года Грузию посетил с пастырским визитом папа римский Иоанн Павел II, а 30 сентября 2016 года папа римский Франциск.
6 января 2000 года апостольский администратор Джузеппе Пазотто был рукоположен в епископа в тбилисском соборе святых апостолов Петра и Павла с полномочиями апостольского администратора Кавказа.
В настоящее время в Грузии действует одна Апостольская администратура Кавказа, 27 приходов. В Грузии также действует Армянская Католическая церковь со своими церковными структурами (юрисдикция Ординариата Восточной Европы) и небольшие общины Халдейской католической церкви.
В 2012 году в городе Ахалцихе рядом с отстроенном из руин храмом Богоматери Розария был открыт первый в Грузии католический созерцательный монастырь, в котором проживают четыре итальянские бенедиктинки.

## Ситуация в Абхазии
В Сухуме действует единственный на территории Абхазии католический приход, который подчиняется Апостольской администратуре Кавказа.